# Příčovy (zámek)
Zámek Příčovy s barokní sýpkou a přilehlým areálem se nachází v obci Příčovy v okrese Příbram ve Středočeském kraji. Zámecký areál je zapsaný v Ústředním seznamu nemovitých kulturních památek České republiky. Objekt je v soukromém vlastnictví, není běžně přístupný veřejnosti. Od roku 2019 se zde každoročně kolem poloviny srpna koná tzv. Vlastenecké setkání.

## Historie
První písemná zmínka o Příčovech jako o rožmberském majetku je z roku 1365. V posledním čtvrtletí 14. století získal Příčovy klášter sv. Jiří na Pražském hradě a vlastnil je až do roku 1436. Poté se zde až do 17. století střídali různí vlastníci z řad místní šlechty i katolické církve. Po popravě Diviše Černína z Chudenic v roce 1621 se jeho manželka Anna musela vzdát Příčov, které získala zpět pražská svatovítská kapitula. V 90. letech 17. století se kapitula sv. Víta rozhodla Příčovy prodat. Papež Inocenc XII. povolil prodej v prosinci roku 1698, statek a ves Příčové Luhy s dalším příslušenstvím nakonec získal v roce 1712 za 6 700 zlatých pražský měšťan Ferdinand Ignác Schönpflug z Gamsenbergu.
Ves se tak stala centrem nově vytvořeného panství. Ferdinand Ignác Schönpflug z Gamsenbergu zde v letech 1712 až 1714 vybudoval poplužní dvůr se zámkem, jehož součástí byla také kaple sv. Vojtěcha, která byla vysvěcena v roce 1716. Až do počátku 19. století se zde opět střídali různí majitelé. V roce 1805 zadlužené Příčovy koupil za 80 000 zlatých František Josef Maxmilián z Lobkovic a spolu se Skrýšovem je připojil ke svému panství ve Vysokém Chlumci. V letech 1923 a 1925 se na vysokochlumeckém panství Lobkoviců uskutečnila pozemková reforma. Většinu půdy, náležející k příčovskému dvoru, získal dosavadní nájemce E. Verner, zámek se špýcharem a devíti hektary půdy koupil bývalý zahradník z Mitrovic Antonín Hamerský. Jeho potomci vlastnili zámek až do roku 2009, kdy jej prodali dalším majitelům.
Poté, co plány předchozích vlastníků ztroskotaly kvůli vysokým nákladům na rekonstrukci a administrativním překážkám, v roce 2015 zámek koupila lékařka Alice Tomková. Jako první zahájila opravu zámecké kaple, na rok 2018 plánovala zahájit opravu sýpky a dokončit celkový projekt na opravu zámku.

## Popis
Zámek se nachází v centrální části obce, na západ od rybníka Jordánu. Areál, který byl v 19. století stavebně upraven, sestává z budovy zámku s kaplí sv. Vojtěcha, zámecké zahrady a barokní sýpky u západního břehu rybníka. Sýpka byla užívána jednotným zemědělským družstvem. Zahrada měla původně symetrickou kompozici se dvěma hospodářskými pavilony po stranách a altánem na konci zahrady. Altán a jižní hospodářský pavilon zanikly, ve středu bývalé zahrady se zachoval jen kamenný korpus kašny.
Jednopatrový zámek s dvojitou mansardovou střechou je vybudovaný z lomového kamene doplněného cihlami. Na východní straně je nad barokním portálem reliéf ve tvaru lví hlavy s kruhem v tlamě, na západní straně nad vstupem do kaple je zpodobněna hlava anděla. Celou budovu prostupuje klenutý průjezd.
Do kaple, která výškou dosahuje přes první poschodí zámku, se vchází ze silnice na jeho západní straně. Na střeše kaple býval sanktusník se dvěma zvony, tato věžička však zanikla v 80. letech 20. století. Součástí hlavního oltáře kaple je obraz Nanebevzetí Panny Marie, na bočních oltářích jsou obrazy Anděla Strážce a sv. Isidora Madridského.
V srpnu 2017 požehnal nově restaurované sochy Panny Marie, sv. Václava, sv. Jana Nepomuckého a sv. Františka pražský arcibiskup Dominik Duka. Při této příležitosti v kapli rovněž slavil mši svatou.

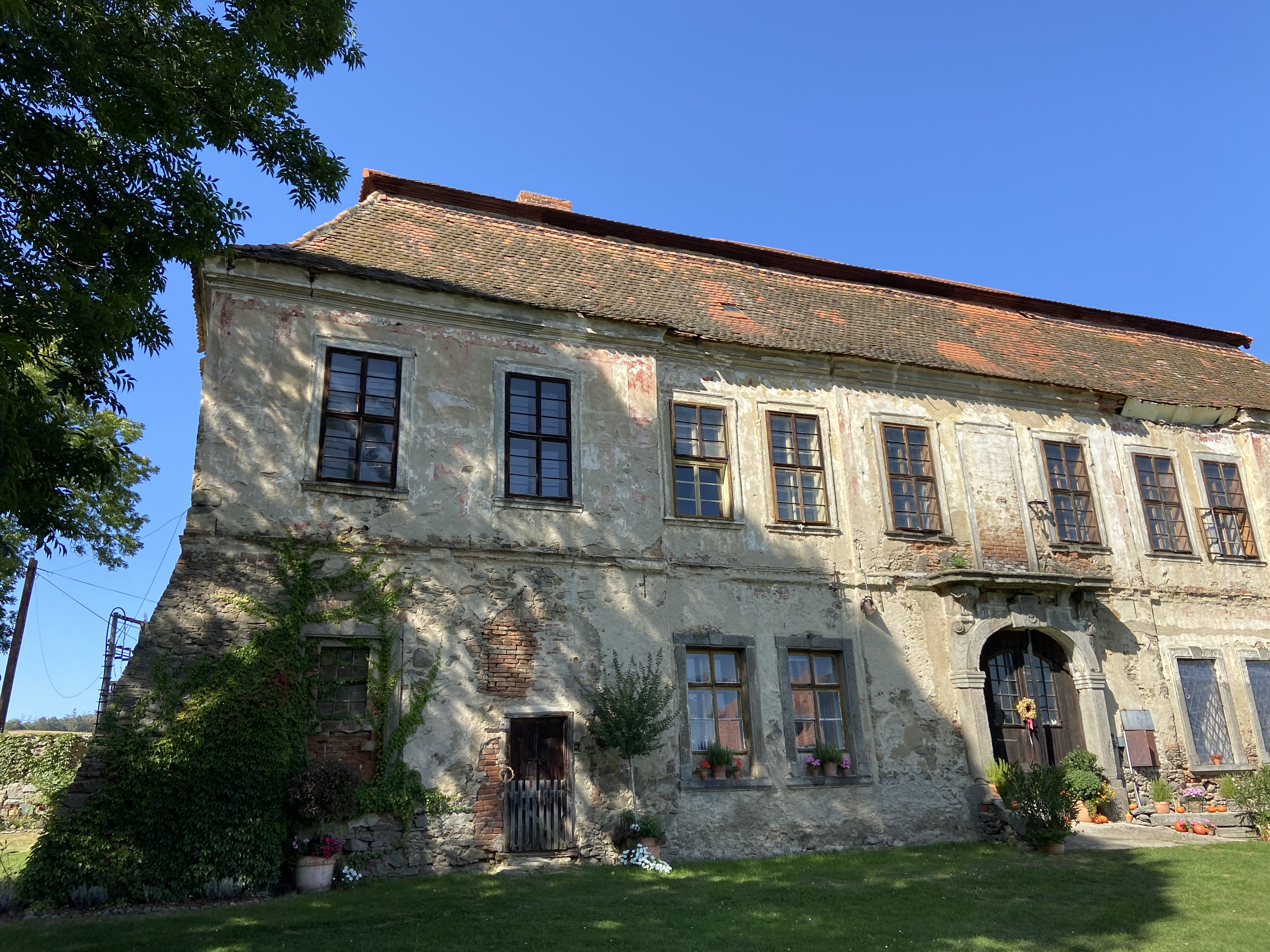
Detail zámku (2020)
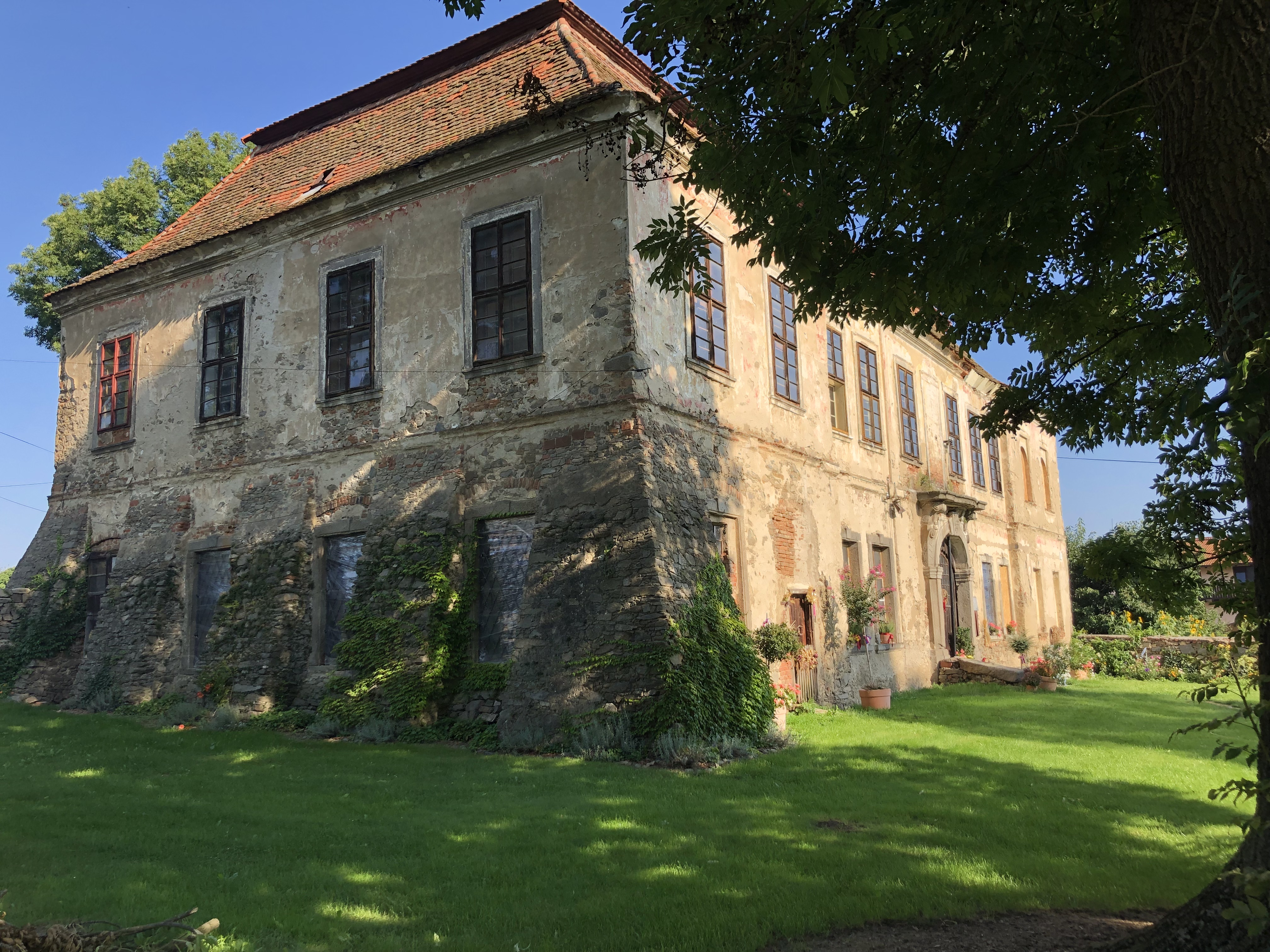
Pohled na jižní stranu zámku (2019)
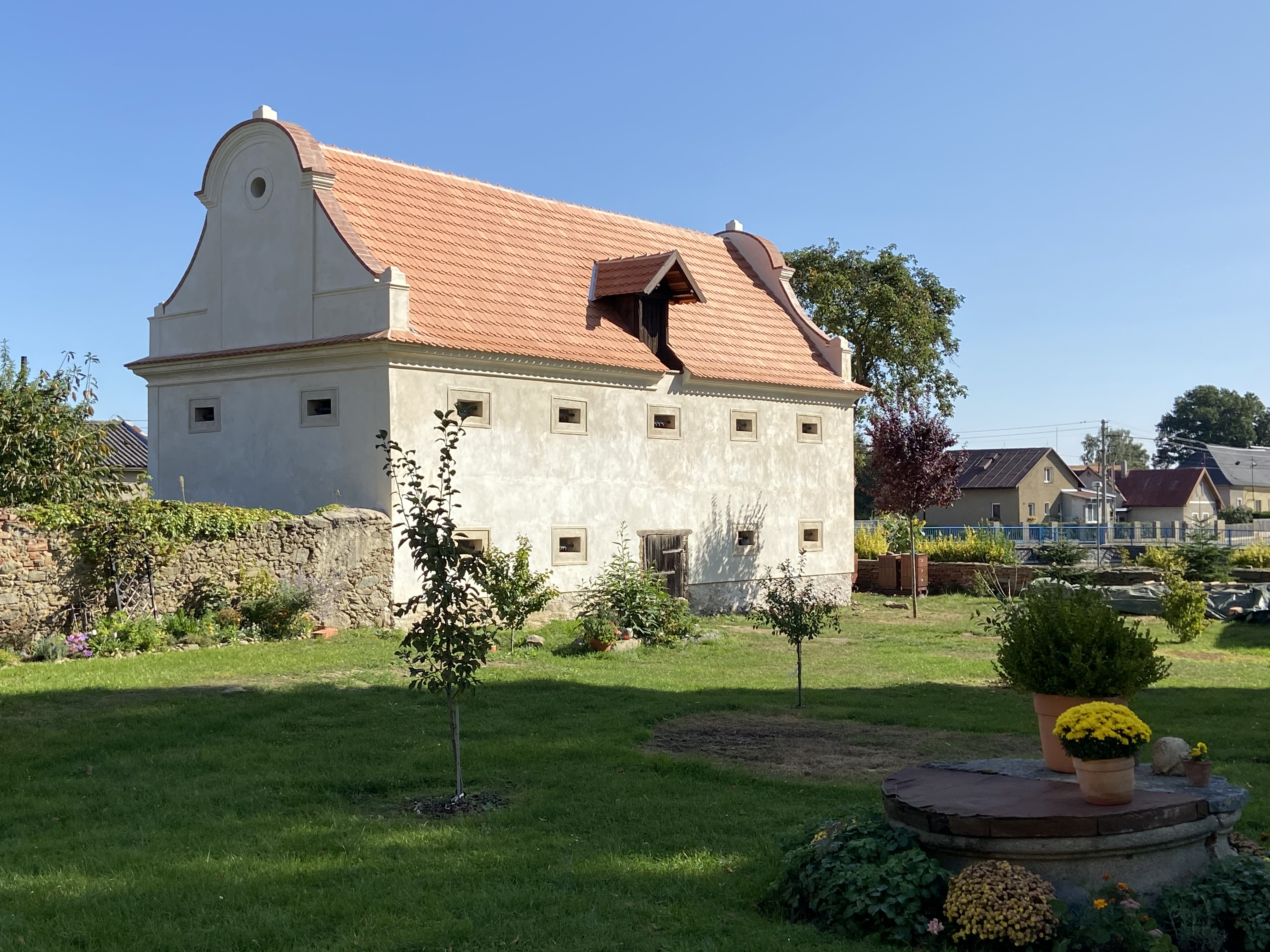
Barokní sýpka po rekonstrukci (2020)

## Akce na zámku
Zámek není běžně veřejnosti přístupný, prostory zámku a kaple bývá možné výjimečně navštívit při mši, která se zde koná o příčovské pouti dva týdny po Velikonocích.
V srpnu roku 2019 se zdejší areál poprvé stal scénou pro uspořádání tzv. Vlasteneckého setkání za účasti některých politických aktivistů, publicistů, spisovatelů, politiků a dalších osobností. Akci organizovala majitelka zámku, pražská lékařka MUDr. Alice Tomková, a zúčastnili se jí například Benjamin Kuras, Ladislav Jakl, Jaroslav Bašta, Stanislav Novotný, Jaroslav Foldyna, Martin Konvička, Michal Semín, Petr Hampl, Lenka Procházková, Viktorie Hradská, Petr Žantovský, Alexander Tomský, Tomáš Vandas, Marek Obrtel a jiní. Třetí ročník Vlasteneckého setkání se uskutečnil pod záštitou prezidenta republiky Miloše Zemana. Vlastenecké setkání se koná každý rok přibližně v polovině srpna. Mezi další účastníky patřili napříč ročníky Josef Skála, Libor Vondráček, Jiří Kobza, Milan Uhrík, Jiří Černohorský, Petr Bahník, Zuzana Majerová, Zdeněk Koudelka, Jindřich Rajchl, Jan Keller, Igor Němec, Luboš Xaver Veselý, Hana Lipovská, Stanislav Přibyl, Žarko Jovanovič, Petr Pelikán, Zuzana Stirská, Ilona Švihlíková a Robin Čumpelík.
Zpráva o projevech extremismu a předsudečné nenávisti na území České republiky v roce 2019 (autor: Ministerstvo vnitra, Odbor bezpečnostní politiky) uvádí: Srpnové „vlastenecké setkání“ v Příčovech hostilo protiislámské aktivisty, zástupce domobran či novináře z dezinformačních médií. V následující Zprávě o projevech extremismu za rok 2020 jsou zmíněna „vlastenecká setkání“ obecně.